# Scotoleon peninsulanus
Scotoleon peninsulanus is een insect uit de familie van de mierenleeuwen (Myrmeleontidae), die tot de orde netvleugeligen (Neuroptera) behoort. 
Scotoleon peninsulanus is voor het eerst wetenschappelijk beschreven door Banks in 1942.